# Historisches Museum der Pfalz
Das Historische Museum der Pfalz in der rheinland-pfälzischen Bischofsstadt Speyer in unmittelbarer Nähe des romanischen Kaiserdoms besitzt etwa eine Million Exponate (Stand 2018). Es wurde 1910 eröffnet.
Das Museum gehört mit jährlich über 200.000 Besuchern (pandemiebedingt 2020 nur 100.000) zu den Attraktionen der Stadt, die jährlich zwei Millionen Touristen verzeichnet. Mit seinen reichhaltigen Sammlungen, den Dauerausstellungen und den thematisch vielfältigen Sonderausstellungen zählt es zu den bedeutendsten historischen Museen in Deutschland.

## Geschichte
Vorläufer des Museums war die von Regierungspräsident Joseph von Stichaner initiierte und von dem Regierungsbaubeamten Johann Philipp Mattlener 1826 beim Dom errichtete Antikenhalle, in der vor allem steinerne Objekte gezeigt wurden, während die übrigen im Rathaus lagerten. Auch das Heidentürmchen wurde einige Male genannt, es dürfte aber lediglich als Magazin gedient haben.

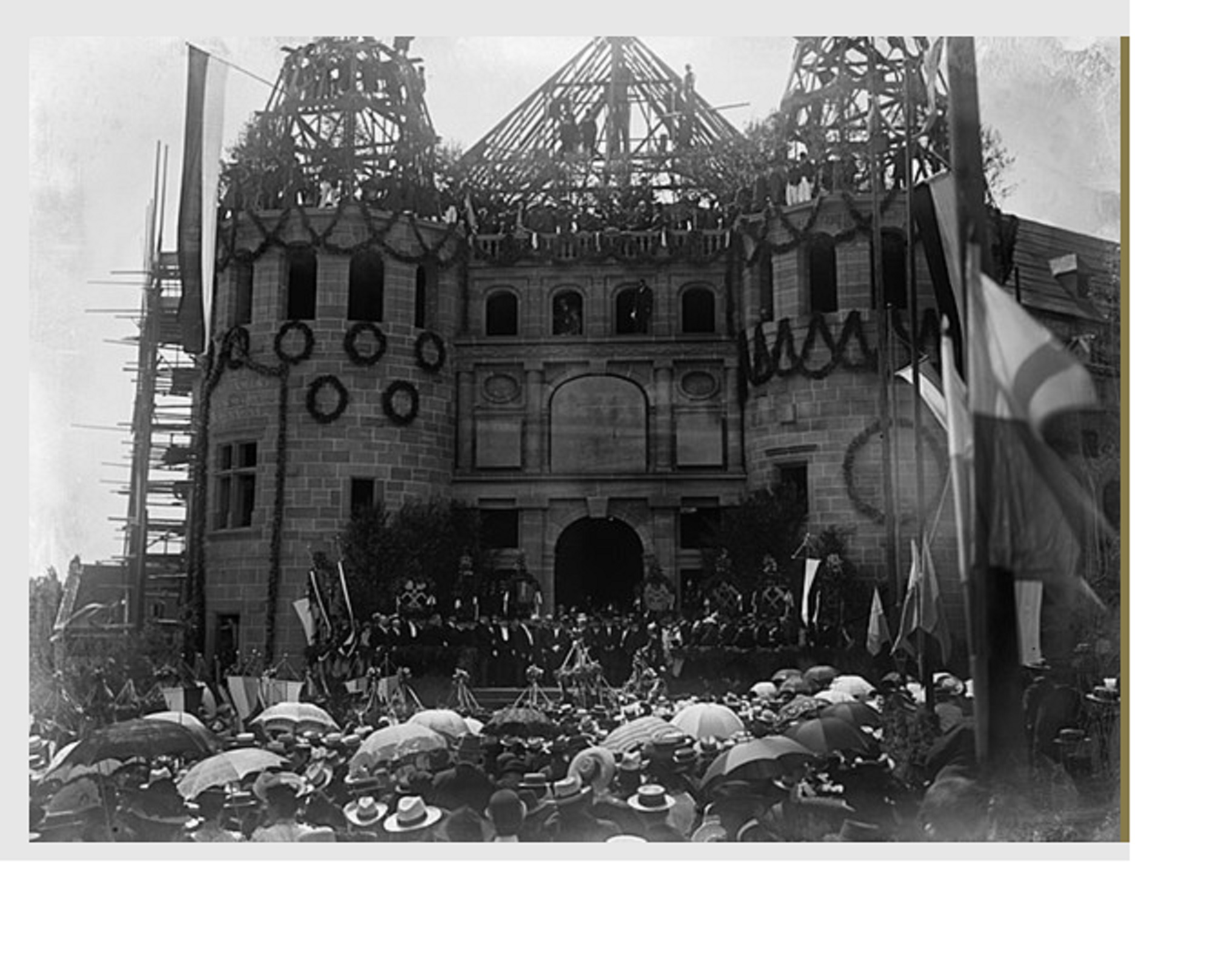
Bau des Museums, Richtfest 1908

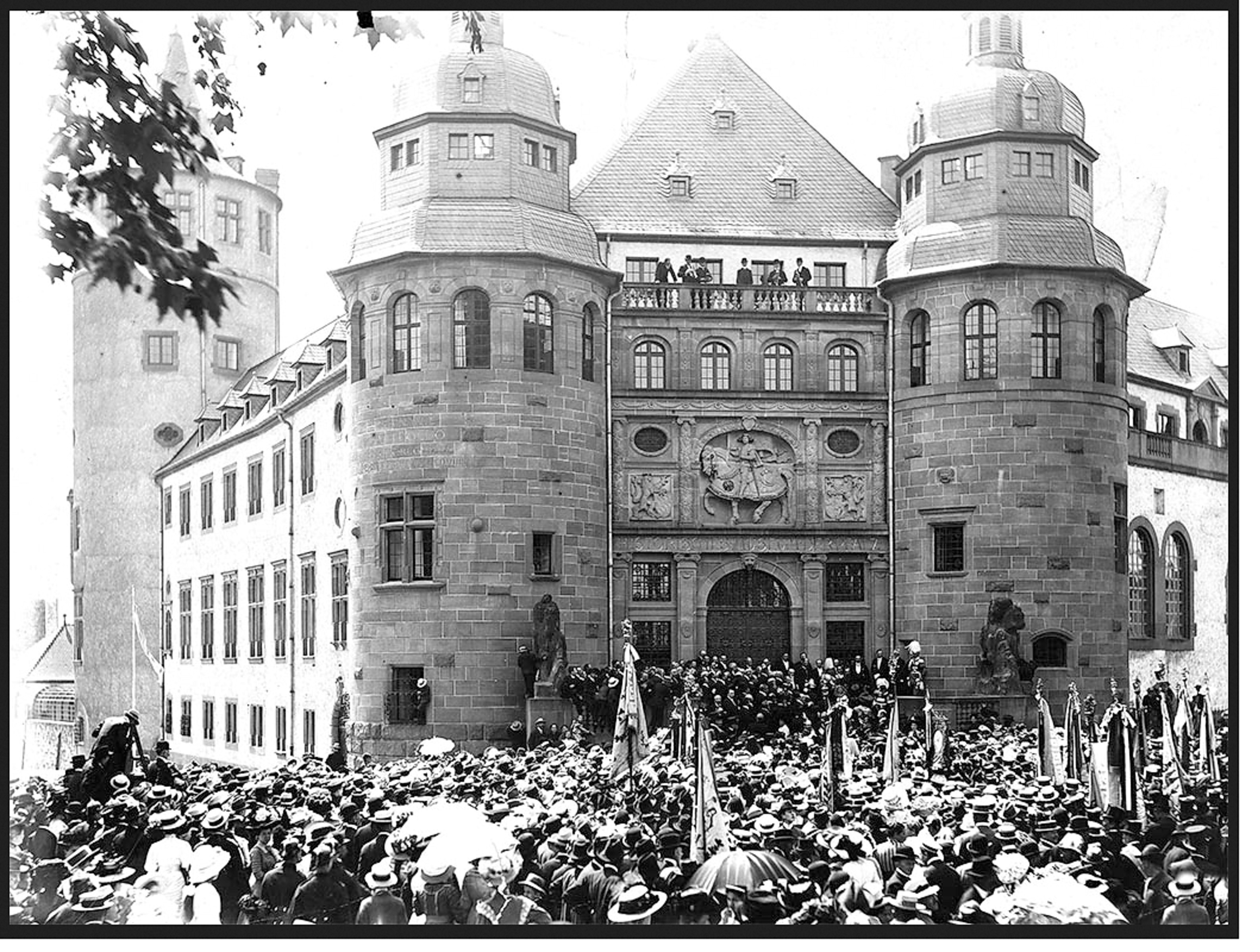
Foto von der Einweihungsfeier 1910

Im Jahr 1869 wurden die Sammlungen des Historischen Vereins der Pfalz, des Rheinkreises, der Pfalz (Bayern) und der Stadt Speyer zur umfassenden Darstellung der Geschichte der Pfalz vereint und in sechs Räumen im Ostflügel des dritten Geschosses des 1866/67 auf dem Areal des Augustinerklosters (Speyer) errichteten Schulgebäudes am Siebertplatz (heute Willy-Brandt-Platz) ausgestellt, an dessen Stelle sich heute eine Hauptstelle der Sparkasse Vorderpfalz befindet. 1873 wurden einige Objekte aus der Antikenhalle in Kellerräume des Schulgebäudes gebracht, aber bereits kurz darauf auf dem Hof aufgestellt, da die Kellerräume wohl an Privatpersonen vermietet worden waren. 1874 wurden die Objekte in die ehemalige Werkstatt der Schule gebracht. Gleichzeitig wuchs die in der dritten Etage ausgestellte Sammlung, sodass sie sich schließlich über das gesamte Geschoss des Ostflügels erstreckte. Daraufhin ließ die Stadt in unmittelbarer Nachbarschaft des Doms auf dem Areal einer ehemaligen Kaserne das heutige Gebäude nach Plänen des Architekten Gabriel von Seidl (1848–1913) errichten; das Richtfest fand im Jahr 1908 statt. Ende 1909 zogen die Sammlungen in das neue Gebäude um, das 1910 eingeweiht wurde. Nach rund 80 Jahren erhielt das Museum im Jahr 1990 einen Anbau.
Die Stiftung Historisches Museum der Pfalz Speyer wurde 1985 Träger des Museums. Stifter sind der Bezirksverband Pfalz, die Stadt Speyer, das Bistum Speyer, die Evangelische Kirche der Pfalz, das Land Rheinland-Pfalz und der Historische Verein der Pfalz.
Die Direktoren des Museums waren immer Wissenschaftler, die verschiedene Richtungen vertraten:
Meinrad Maria Grewenig ist Kunsthistoriker, Cornelia Ewigleben ist Archäologin, Alexander Koch war Prähistoriker. Nachfolger Kochs wurde der Archäologe Eckart Köhne, zuvor Leiter des Rheinischen Landesmuseums in Trier, der 2014 nach Karlsruhe wechselte. Ihm folgte der Historiker Alexander Schubert, der zuvor als Wissenschaftlicher Direktor an den Reiss-Engelhorn-Museen in Mannheim tätig war. Seit 1998 ist Cathérine Biasini im Jungen Museum Speyer tätig.
Die Umwandlung in eine Stiftung und der Ausbau des Museums mit einer Sonderausstellungsfläche von 1800 m² bildeten die Grundlagen für eine Neuorientierung des Museumskonzepts. Neben den traditionellen Aufgaben Sammeln, Bewahren und Forschen wurde mit einer konsequenten Besucherorientierung ein neuer Akzent gesetzt. Der Museumsbesuch soll für die Besucher ein besonderes Erlebnis sein, in dem Geschichte und Kultur spannend und lebendig dargestellt werden. Das Museum nimmt die Aufgaben eines Landesmuseums im Gebiet der Pfalz wahr und will zur Beschäftigung mit der Kulturgeschichte der Region im internationalen Kontext anregen.
In den kommenden Jahren ist eine umfangreiche Sanierung des Museums geplant.

## Leitung (Direktoren)
Historisches Museum der Pfalz Speyer
- Friedrich Sprater (1920–1949)
- Karl Schultz (1949–1977)
- Otto Roller (1977–1992)
- Meinrad Maria Grewenig (1992–2000)
- Cornelia Ewigleben (2000–2005)
- Alexander Koch (2005–2011)
- Eckart Köhne (2011–2014)
- Alexander Schubert (seit 2014)[8]

Junges Museum Speyer
- Catherine Biasini und Henrike Serfas betreuen die Ausstellungen des Jungen Museums.[9]

## Besucherzahlen
- 2005: 157.333[10]
- 2006: 191.201[10]
- 2007: 240.000[10]
- 2008: 200.000[11]
- 2009: 210.000[11]
- 2014: 243.743[12]
- 2015: 252.537[12]
- 2016: 160.982[12]
- 2017: 180.586[12]
- 2018: 199.307
- 2019: 180.962
- 2020: 100.186 (coronabedingte Schließung von 15. März bis 31. August und von 1. November bis 31. Dezember 2020)
- 2022: 91.000 (coronabedingte Einschränkungen)[13]
- 2023: 175.000 (coronabedingte Einschränkungen bis März 2023)[14]
- 2024: 140.000 (sanierungsbedingte Einschränkungen)[15]

## Ausstellungsangebot

### Überblick

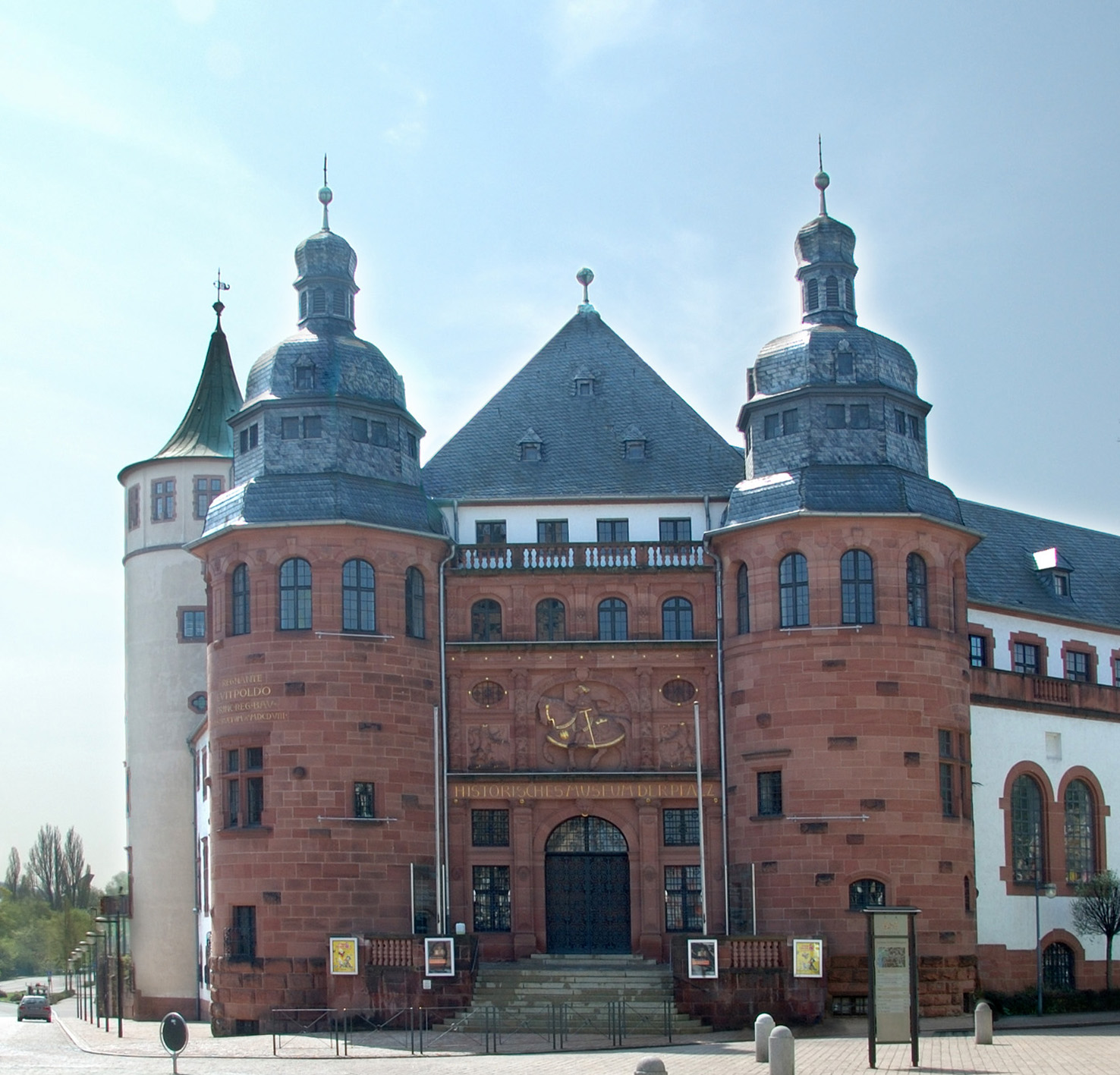
Museumsfassade zum Domplatz (2006)

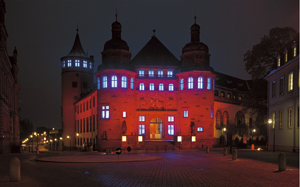
„Rot Blau“, Lichtinstallation von Michael Seyl, 1998

Auf einer Fläche von fast 8000 m² präsentieren die Dauerausstellungen des Museums die Geschichte der Region von der Urgeschichte über die Römerzeit bis in die Neuzeit. Sonderausstellungen auf einer Fläche bis zu 2100 m² für Kinder, Jugendliche und Erwachsene sowie Familien beschäftigen sich mit Personen und Ereignissen von teilweise überregionaler bis globaler Bedeutung.

### Sammlungsausstellungen

#### Urgeschichte
In der Ausstellung wird die 700.000 Jahre dauernde Urgeschichte in der Pfalz behandelt. Es werden dabei die kulturellen, gesellschaftlichen und wirtschaftlichen Entwicklungen in von den ältesten Spuren menschlicher Präsenz bis zum Vorabend der römischen Besetzung dokumentiert. Der Goldene Hut von Schifferstadt gehört zu den wichtigsten Exponaten dieser Ausstellung. Die Sammlungsausstellung Urgeschichte ist zurzeit wegen Umbaumaßnahmen bis auf Weiteres geschlossen (Stand: März 2023).

#### Römerzeit
Die römerzeitliche Ausstellung gewährt Einblicke in die Zeit, in der die Römer das Gebiet der heutigen Pfalz beherrschten, das damals zur Provinz Obergermanien gehörte. Ein besonderes Objekt aus der Zeit des Kaisers Augustus ist der Kentaurenkopf aus Homburg-Schwarzenacker (um 10 v. Chr.). Die Sammlungsausstellung Römerzeit ist zurzeit wegen Umbaumaßnahmen bis auf Weiteres geschlossen (Stand: März 2023).

#### Neuzeit
Die Sammlungsausstellung Neuzeit wird die pfälzische Geschichte von etwa 1500 bis um 1930 thematisiert. Den Kern der Dauerausstellung bilden das Frankenthaler Porzellan, die barocken Gemälde sowie die kostbaren Gewänder aus dem Nachlass der Familie Bassermann-Jordan sowie die schwarz-rot-goldene Fahne, die beim Hambacher Fest getragen wurde. Von hohem künstlerischen Rang sind die Werke des in Speyer geborenen Künstlers Anselm Feuerbach. Die Sammlungsausstellung Neuzeit ist zurzeit wegen Umbaumaßnahmen bis auf Weiteres geschlossen (Stand: März 2023).

#### Weinmuseum

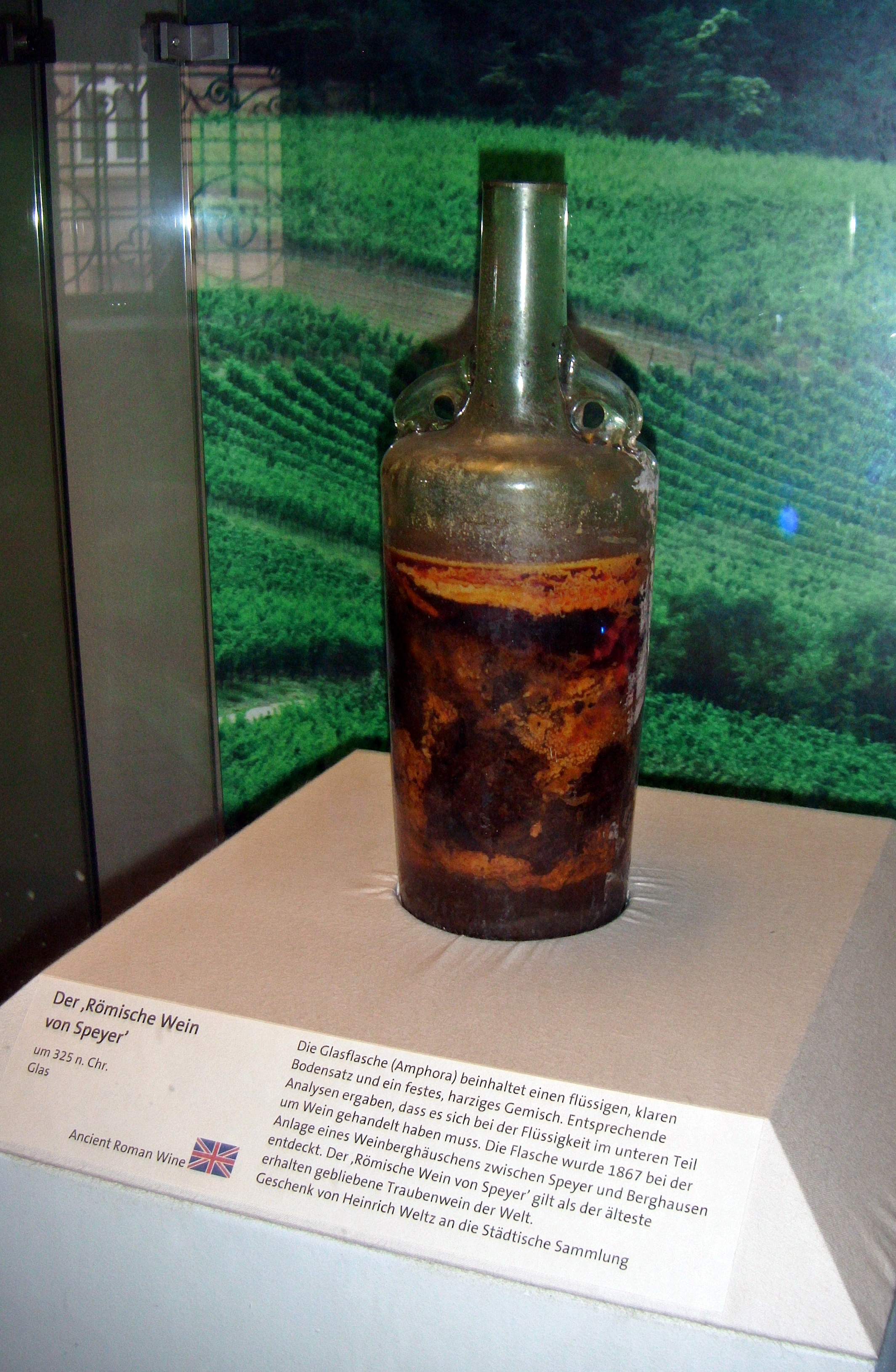
Weinmuseum, Römischer Wein, Speyer um 325 (Bodenfund 1867), gilt als ältester erhaltener Traubenwein der Welt

Die Sammlung Weinmuseum zeigt einzigartige Exponate aus der Welt des Weins, unter anderem den ältesten je gefundenen Wein aus dem 4. Jahrhundert n. Chr. Sie geben einen Einblick in die Kulturgeschichte des Weinbaus und des Weinkonsums über einen Zeitraum von 2000 Jahren hinweg.
Der Historische Verein der Pfalz hatte 1983 bei einer Auktion den Hottenmann, eine rund 30 cm hohe Figur aus Nussbaumholz und Silber aus dem 16. Jahrhundert ersteigert und sie dem Historischen Museum der Pfalz für die Dauerausstellung im Weinmuseum übergeben. Im Jahr 2017 wurde es von bisher Unbekannten aus dem Museum entwendet; sein Wert wird (Stand Ende Juli 2019) auf mehr als 20.000 Euro geschätzt. Nachdem das Museum das Kunstwerk als gestohlen gemeldet hatte, stellte sich heraus, dass es vermutlich aus der Sammlung des Heinz Dietel stammte, dem es wiederum vermutlich zu DDR-Zeiten gestohlen wurde. Der Sohn des Sammlers, Matthias Dietel, kämpft um die Rückgabe des Kunstwerks oder um finanzielle Entschädigung. Der Historische Verein der Pfalz als Eigentümer des Objekts beruft sich darauf, dass das Objekt seinerzeit gutgläubig in der Auktion erworben wurde und der Entschädigungsanspruch nach geltendem Recht inzwischen verjährt ist.

#### Kreuz und Krone. Das Dom- und Diözesanmuseum
Seit September 2022 wird unter dem Titel Kreuz und Krone die neugestaltete Sammlung des Dom- und Diözesanmuseums präsentiert.

#### Luther, die Protestanten und die Pfalz
Gezeigt wird die Geschichte der Evangelischen Landeskirche der Pfalz. Die Präsentation spannt einen Bogen von der Vorreformation über den Reichstag zu Speyer 1529 mit der Protestation bis zur Gegenwart. Dargestellt wird der enge Zusammenhang zwischen der Entwicklung der evangelischen Kirche und der pfälzischen Geschichte.

### Sonderausstellungen (Auswahl)
Das Reich der Salier 1024–1125
Die als Landesausstellung konzipierte Präsentation hatte einen schwierigen Vorlauf, erntete wegen ihrer Konzeption auch inhaltliche Kritik, erwies sich aber als Erfolg bei den Museumsbesuchern.
Am Ball der Zeit – Deutschland und die Fußball-Weltmeisterschaften seit 1954 (2004)
Zum 50. Jubiläumsjahr der Fußball-Weltmeisterschaft 1954 präsentierte das Museum vom 31. Mai bis 17. Oktober 2004 einen Überblick über alle Fußball-Weltmeisterschaften von 1954 bis 2006 im Rahmen von Politik, Wirtschaft, Kultur und Zeitgeist. Ein speziell konzipierter Ausstellungsteil richtete sich an Kinder und Jugendliche. Die Ausstellung war ein Gemeinschaftsprojekt des Historischen Museums der Pfalz und des Deutschen Fußball-Bundes.
Geraubt und im Rhein versunken – der Barbarenschatz (2006)
Vor über 1700 Jahren versank der Barbarenschatz von Neupotz in den Fluten des Rheins. In einem internationalen Projekt präsentierte das Museum gemeinsam mit Museen in Deutschland, Belgien und Luxemburg diesen Fund der Öffentlichkeit. Mit über 1000 Stücken – Sakralgerät, Waffen, Münzen, Werkzeugen, Boots- und Wagenzubehör sowie Tafel- und Küchengeschirr – aus Silber, Bronze, Messing und Eisen und einem Gewicht von mehr als 700 kg ist er der größte römerzeitliche Metallfund Europas. Zudem zeigte das Museum einen Nachbau eines voll beladenen römischen Transportwagens auf einem Plattbodenschiff. Außer dem Schatzfund von Neupotz wurden zahlreiche weitere Fundstücke gezeigt, darunter Weihgeschenke an die Götter, Votivbleche und Schmuck aus dem Beutefund von Hagenbach. Ein weiteres Exponat der Ausstellung war der Augsburger Siegesaltar, eines der wenigen erhaltenen Schriftzeugnisse über die Geschichte der Germaneneinfälle.
Dieses Sonderausstellung war bis 2015 europaweit auf Wanderschaft und war in Römisches Museum Augsburg, im Musée National d'Histoire et d'Art Luxembourg, Rheinisches Landesmuseum Bonn, Europäischer Kulturpark Bliesbruck-Reinheim, Museum und Park Kalkriese, Museumszentrum Mistelbach, Archäologisches Museum Alicante und im Knauf-Museum Iphofen zu sehen.
Attila und die Hunnen (2007)
Auf rund 1800 m² Ausstellungsfläche präsentierte das Museum die Geschichte und die Kultur der Hunnen. Dem Besucher wurde mittels Rekonstruktionen, Hands-on-Objekten und mit dem Einsatz Neuer Medien das nomadische Leben der Hunnen gezeigt: ein überfallenes römisches Kastell, eine kirgisische Jurte. Zahlreiche Leihgaben aus dem In- und Ausland sowie aufwändige Inszenierungen ergänzten die Ausstellung.
Samurai (2008)
Mit der Großausstellung lud das Museum dazu ein, die Geschichte und Kultur der Samurai zu entdecken. Die Besucher begegneten den einzigartigen Rüstungen, außerdem konnte man die Bühne eines Nô-Theaters betreten und erlebte den Einfluss, den die Samurai auf Kunst und Kultur des alten Japan ausübten. Sowohl aufwändige Inszenierungen als auch Leihgaben aus hochkarätigen Sammlungen, Museen und Institutionen aus dem In- und Ausland ermöglichten es, die Welt der Samurai zu erleben.
Die Wikinger (2009)
Das Museum widmete den Wikingern eine umfassende Sonderausstellung auf rund 2000 m² Fläche und dokumentierte diese Epoche mit archäologischen und kunsthistorischen Zeugnissen. Die Leihgaben – Runensteine, Waffen, Schmuck, Silberschätze, Münzen, Schiffsteile, heidnische Grabinventare, Zeugnisse des Christentums und vieles mehr – kamen aus Museen, Sammlungen und Instituten aus den skandinavischen Ländern selbst sowie aus den Regionen, mit denen die Wikinger in Kontakt waren. Die Ausstellung bezog auch neueste Forschungsergebnisse, beispielsweise der Siedlungsgrabungen in Haithabu, sowie Erkenntnisse der experimentellen Archäologie, wie die jüngsten Seereisen auf rekonstruierten Wikingerschiffen, mit ein. Rekonstruktionen sowie der Einsatz Neuer Medien trugen zu einem umfassenden Erlebnis der Kultur und Lebenswirklichkeit der „Nordmänner“ bei.
Hexen – Mythos und Wirklichkeit (2010)
In der Ausstellung unter dem Titel Hexen – Mythos und Wirklichkeit erlebten die Besucher, wie der Hexenglauben der Vergangenheit aussah und wie sich Hexenphantasien in der Moderne entwickelten. In einem zeitlichen Bogen von der Frühen Neuzeit bis zur Gegenwart näherte sich das Museum über die Themenkomplexe Hexenglaube, Hexenverfolgung und Hexenrezeption dem Phänomen Hexe. Ausgehend vom Weltbild und dem Wissen des 16. und 17. Jahrhunderts zeigte die Ausstellung die vielfältigen Ursachen der Hexenverfolgungen. Religionskonflikte, Kriege und die kleine Eiszeit, damit verbundene Agrarkrisen, Hungersnöte und Krankheiten, aber auch der Beginn eines neuen Medienzeitalters prägten den Lebensalltag, in dem Magie schichtübergreifend selbstverständlicher Bestandteil war. Seltene Schriftstücke wie der Brief des Bamberger Bürgermeisters Johannes Junius gaben Einblick in das ergreifende Schicksal von Menschen, die Opfer der Hexenverfolgung wurden.
In Zusammenarbeit mit der Toei Company war die Ausstellung von März 2015 bis Mai 2016 in Japan in den Städten Osaka, Niigata, Nagouya, Hamamatsu, Hiroshima, Tokyo und Fukuoka unter dem Titel Secret Witches zu sehen.
Amazonen – Geheimnisvolle Kriegerinnen (2010/2011)
In der kulturhistorischen Ausstellung unter dem Titel Amazonen – Geheimnisvolle Kriegerinnen beleuchtete das Museum das Thema in all seinen Facetten von der Antike bis in die Gegenwart. Ausgestellt wurden Waffengräber skythischer Frauen und Funde aus dem sibirischen Altai-Gebirge. Dort wurde unter einem Grabhügel die Bestattung einer jungen Kriegerin entdeckt. Das Historische Museum der Pfalz erstellte anhand ihres Schädels eine Kopfrekonstruktion. Die Besucher konnten erleben, wie sich das Bild der Amazonen im Laufe der Jahrhunderte veränderte, zum beliebten Thema in Kunst und Literatur wurde und sich bis heute im Rollenverständnis der Geschlechter niederschlägt.
Die Salier – Macht im Wandel (2011)
Mit einer Ausstellung unter dem Titel Die Salier. Macht im Wandel zeigte das Museum die Lebensläufe der salischen Herrscher und die Neuerungen, die sie mit ihrer Politik in Gang setzten. Das Museum hatte Originale von Weltrang aus 50 europäischen Museen und Sammlungen nach Speyer gebracht. Nie zuvor waren diese kostbaren Fundstücke in einer Schau vereint zu sehen. Zu den Exponaten zählten Beispiele hochmittelalterlicher Buch- und Elfenbeinkunst ebenso wie archäologische Funde aus dem 11. und dem beginnenden 12. Jahrhundert. Die Besucher erhielten Einblicke in das Leben der Kaiser, verfolgten die Geschichte der jüdischen Gemeinde im mittelalterlichen Speyer und erlebten, wie auf der größten Baustelle des Mittelalters der Dom zu Speyer entstand.
Ägyptens Schätze entdecken – Meisterwerke aus dem Ägyptischen Museum Turin (2012)
Zeugnisse altägyptischer Kultur aus dem Ägyptischen Museum Turin präsentierte das Museum 2012, darunter Skulpturen von Pharaonen, Mumien, unversehrt gebliebene Alltagsgegenstände und kostbare Schmuckstücke. Diese Originale kamen in Zusammenarbeit mit dem Ägyptischen Museum Turin zum ersten Mal nach Deutschland. Zu den Objekten aus der Turiner Sammlung zählte beispielsweise die rund 3000 Jahre alte Statue des Pharaos Thutmosis I., der Sarkophag des altägyptischen Schreibers Butehamun, in dessen Inneren das sogenannte Mundöffnungsritual den Weg des Verstorbenen ins Jenseits beschreibt, oder der nahezu vollständig erhaltene Fundkomplex aus dem Grab des Minhotep, dessen Beigaben von den Arbeiten der altägyptischen Werkstätten in Assiut zeugen. Die Ausstellung band wichtige Zeugnisse aus allen großen Phasen der Geschichte Ägyptens in eine Inszenierung mit interaktiven Medienstationen ein. Gleichzeitig wurden neue Forschungsergebnisse aus dem ägyptischen Assiut präsentiert, die auf der internationalen Zusammenarbeit mit Wissenschaftlern der Universität Sohag in Ägypten sowie der Johannes-Gutenberg-Universität Mainz und der Freien Universität Berlin basieren.
Königreich Pfalz – Die Ausstellung (2013)
Infolge des Wiener Kongresses fiel die Pfalz 1816 an das Königreich Bayern, welches damals von dem aus der Zweibrücker Linie des Adelsgeschlechts der Wittelsbacher stammenden Maximilian I. Joseph regiert wurde. Die Ausstellung zeigte anhand von etwa 3000 Objekten aus pfälzischen und bayerischen Museen, wie unter der Herrschaft Maximilians und seiner Nachfolger die Pfalz zu dem wurde, was sie heute ist, wie die Könige die Pfalz prägten und welche zum Teil sehr bedeutende Personen aus der Pfalz kamen. Die Ausstellung war gleichzeitig der Auftakt zu einer Reihe von Ausstellungen und Veranstaltungen des Wittelsbacherjahrs 2013.
Seiner Geschichte beraubt – Der Barbarenschatz von Rülzheim (2014/2015)
Die qualitativ wertvollen Fundstücke wurden von einem Raubgräber gefunden, der illegal mit einer Metallsonde nach wertvollem archäologischem Kulturgut gesucht hatte. Erst mit dem Druck polizeilicher Ermittlungen übergab er die Funde an Landesarchäologie Speyer. Dieser Ausstellung ist vielleicht die umstrittenste des Museums und Landes Rheinland-Pfalz, der in Zusammenarbeit mit der Generaldirektion Kulturelles Erbe Rheinland-Pfalz (GDKE) gezeigt wurde. Danach gingen die Stücke in eine intensive wissenschaftliche Bearbeitung und der Klappstuhl zur Konservierung, Restaurierung und Rekonstruktion in die Werkstätten des Rheinischen Landesmuseums Bonn. Aktuell wird der „Barbarenschatz“ im Rahmen der Ausstellung „vorZEITEN – Archäologische Schätze an Rhein und Mosel“ wieder im Landesmuseum Koblenz gezeigt.
Zuvor wurden die Schätze im Landesmuseum Mainz sowie im Landesmuseum Koblenz gezeigt.
Titanic – Die Ausstellung. Echte Funde, wahre Schicksale (2014/2015)
Die Ausstellung Titanic – Die Ausstellung. Echte Funde, wahre Schicksale basierte auf der bereits in Paris, Amsterdam und Brüssel gezeigten Ausstellung Titanic: The Artifact Exhibition und zeigte neben 250 Originalstücken, die bei den Expeditionen zwischen 1987 und 2010 geborgen wurden, auch Rekonstruktionen verschiedener Räumlichkeiten der Titanic. Darüber hinaus beleuchtet die Ausstellung auch die Hintergründe der Planung, die Umstände des Untergangs der Titanic sowie die Gründe der Passagiere, mit diesem Schiff zu reisen. Die Präsentation in Speyer setzte dabei einen besonderen Schwerpunkt auf pfälzische Auswanderer, die mit der Titanic zu einem neuen Leben in Amerika aufbrechen wollten. Einen besonderen Platz räumte die Ausstellung dem Multimillionär Isidor Straus ein.
Dies war eine europaweite Wanderausstellung des Musée des Lettres et Manuscrits in Paris und war danach in den Amsterdam Expo und in der Brussels Expo zu sehen. Nach Speyer ging es weiter zu der Incheba Expo.
Speyerer Stadtansichten – einst und jetzt (2015)
Vom 13. März bis 26. Juli 2015 wurde in der Sammlungsausstellung Neuzeit mit großer Kooperation von Stadtarchiv Speyer die Ausstellung Speyerer Stadtansichten – einst und jetzt gezeigt. Diese stellte historische Fotografien und Zeichnungen neben aus der gleichen Perspektive aufgenommene moderne Fotografien und vermittelte dem Besucher so einen Eindruck von den Veränderungen des Stadtbildes im Laufe der Jahrhunderte.
Leben nach Luther – Eine Kulturgeschichte des evangelischen Pfarrhauses (2015/2016)
Von 2014 bis 2018 schickte das Deutsche Historische Museum Berlin eine Wanderausstellung namens Leben nach Luther – Eine Kulturgeschichte des evangelischen Pfarrhauses deutschlandweit auf Reisen. Diese bestand aus 30 Bild- und Texttafeln, die durch einige Modelle, Medienstationen und museumspädagogische Elemente ergänzt wurden. Darüber hinaus wird die Ausstellung am jeweiligen Ausstellungsort oft um Exponate aus der Region erweitert. In Speyer wurde sie vom 12. September 2015 bis 10. Januar 2016 gezeigt.
Diese Sonderausstellung war eine Wanderausstellung des Deutschen Historischen Museums, anlässlich des 500. Reformationsjahres 2017. Diese Wanderausstellung wurde u. a. auch an folgenden Orten präsentiert: St.-Petri-Kirche Dortmund, Brüdernkirche Braunschweig, Kirchenbezirk Freudenstadt, Haus der Kirche Dresden, Schloss Beuggen, Klostermuseum Ribnitz-Damgarten/Mecklenburg-Vorpommern, Stiftskirche Wertheim/Baden und in der Kirchengemeinde Grimmen.
„auf ewige Zeiten zugehören…“ Die Entstehung des Rheinkreises – 200 Jahre Bezirkstag Pfalz (2016/2017)
Vom 13. Mai 2016 bis 8. Januar 2017 widmete das Museum eine Ausstellung zur Entstehung des heutigen Bezirkstags Pfalz. Die Ausstellung führte mit einem fokussierten Blick durch die Sammlungsausstellung „Neuzeit“ und thematisierte Aspekte der frühen Jahre der Pfalz unter bayerischer Herrschaft. Zu den mehr als 80 Exponaten, die das pfälzisch-bayerische Verhältnis beleuchteten, gehörte das bayerische Staatswappen, das am Gebäude der königlichen Kreisregierung in Speyer hing, sowie ein bayerischer Beamtenhut. Einer der wichtigsten Exponaten der Ausstellung war das „Besitzergreifungspatent“ des bayerischen Königs Maximilian I. Joseph.
Maya. Das Rätsel der Königsstädte (2016/2017)
Auf rund 1.000 m² boten 250 Exponate, die aus mittelamerikanischen Museen und Institutionen stammten, neue Einblicke in die Kultur und Geschichte der Maya. Sowohl die Blütezeit als auch der Untergang dieser Hochkultur wurden beleuchtet. Die Ausstellung präsentierte den neuesten Stand der Forschung. Der Katalog zur Ausstellung galt zum Ausstellungszeitpunkt als neues Standardwerk im Bereich der Maya-Forschung und war bis zum Ausstellungsende bereits ausverkauft. Rund 100.000 Besucher sahen die Ausstellung, die unter der Schirmherrschaft des damaligen Bundesaußenministers und heutigen Bundespräsidenten Dr. Frank-Walter Steinmeier sowie der rheinland-pfälzischen Ministerpräsidentin Malu Dreyer stand.      
Weltbühne Speyer. Die Ära der großen Staatsbesuche (2016–2018)
Die Ausstellung dokumentierte die Besuche internationaler Politik, geistlicher Würdenträger und Monarchen, die zwischen 1984 und 1999 von Bundeskanzler a. D. Dr. Helmut Kohl in die Domstadt eingeladen wurden. Großformatige Fotografien zeigten unter anderem den Besuch politischer Größen wie George H. W. Bush senior, Jacques Chirac, Michail Gorbatschow, Boris Jelzin und Margaret Thatcher, aber auch geistliche Würdenträger wie Papst Johannes Paul II. und Kurienkardinal Joseph Ratzinger, den späteren Papst Benedikt XVI. Neben Fotografien wurden Filmsequenzen des Rhein-Neckar-Fernsehens und weitere Zeitzeugnisse wie die Goldenen Bücher der Stadt Speyer präsentiert.
Richard Löwenherz. König – Ritter – Gefangener (2017/2018)
Zum ersten Mal überhaupt wurde der Herrschergestalt Richard Löwenherz eine Landesausstellung gewidmet. Im Mittelpunkt stand seine Lebensgeschichte, seine Herkunft, sein Aufstieg und sein tiefer Fall auf dem Höhepunkt der Macht. Es wurden hochkarätige Exponate aus Museen und Bibliotheken in Deutschland, Österreich, England, Frankreich, Dänemark, den Niederlanden und der Schweiz präsentiert. Unter anderem wurden historische Abgüsse der Grabmäler von Richard Löwenherz, Heinrich II. und Eleonore von Aquitanien aus der Abtei Fontevraud sowie das Herzkästchen aus Rouen, in dem Richards Herz beigesetzt wurde, gezeigt. Knapp 100.000 Besucher sahen die Ausstellung. Sie stand unter der Schirmherrschaft der rheinland-pfälzischen Ministerpräsidentin Malu Dreyer.
Marilyn Monroe. Die Unbekannte (2018–2020)
Das Museum zeigte vom 16. Dezember 2018 bis zum 12. Januar 2020 rund 400 ausgewählte Einzelstücke aus dem ursprünglichen Privatnachlass von Marilyn Monroe sowie dem von Zeitzeugen. Rund 65.000 Besucher sahen die Ausstellung.
Medicus – Die Macht des Wissens (2019–2021)
In der kulturhistorischen Sonderausstellung Medicus – Die Macht des Wissens wurden vom 8. Dezember 2019 bis 13. Juni 2021 verschiedene Zeugnisse aus mehr als 5.000 Jahren Medizingeschichte zusammengeführt, um so exemplarisch das medizinische Wissen der jeweiligen Epoche und Region aufzuzeigen und gegenüberzustellen. Von September 2020 bis Juni 2021 wurde diese Ausstellung, mit elf weiteren Stationen zum Thema der COVID-19-Pandemie, erweitert.
Die Habsburger im Mittelalter – Aufstieg einer Dynastie (2022–2023)
Mit der Ausstellung Die Habsburger im Mittelalter – Aufstieg einer Dynastie wird seit dem 16. Oktober 2022 nach Die Salier – Macht im Wandel (2011) und Richard Löwenherz. König – Ritter – Gefangener (2017/2018) erneut eine Landesausstellung Rheinland-Pfalz im Historischen Museum der Pfalz präsentiert. Die Sonderausstellung nimmt ihren Ausgangspunkt in der Grablege Rudolfs I. und seines Sohnes Albrechts I. im Speyerer Dom und erzählt von hier aufbauend die Geschichte der Habsburger durch das europäische Mittelalter.
König Ludwig I. – Sehnsucht Pfalz (2023–2024)
Die Sonderausstellung König Ludwig I. – Sehnsucht Pfalz befasst sich mit der engen Beziehung Ludwigs zur Pfalz, die seit 1816 zu Bayern gehörte. Neben Kunstwerken aus dem 18. und 19. Jahrhundert bieten Auszüge aus Ludwigs selbstverfassten Gedichten und zeitgenössischen Briefwechseln einen privaten Einblick in die Lebenswelt des Monarchen. Die Schau steht in der Reihe kulturhistorischer Ausstellungen, die die regionale Geschichte der Pfalz in den europäischen Kontext stellen.

### Junges Museum Speyer
Seit 1999 besteht im Historischen Museum der Pfalz nach einem Pilotprojekt das erste Kinder- und Jugendmuseum in Rheinland-Pfalz. Ziel des Jungen Museums ist eine für Kinder und Jugendliche altersgerechte Präsentation von historischen Themen. Dies geschieht einerseits durch Mitmachstationen, Hands-on-Objekte und erlebnisorientierte Inszenierungen innerhalb von Dauer- und Sonderausstellungen, aber auch durch Mitmachausstellungen zu Themen, die gerade in einer Sonderausstellung behandelt werden, und durch Sonderausstellungen über Kinderthemen, wie Playmobil oder Modellbahnen.
MAUS OLEUM – Die Ausstellung zur Sendung mit der Maus (1999/2000)
1999 wurde eine Wanderausstellung von Filmmuseum Potsdam namens MAUS OLEUM zur Sendung mit der Maus gebildet und gezeigt, die sich von 1996 bis 2004 bundesweit auf Tour befand. Ergänzt wurde diese Geburtstagsschau, die ursprünglich zum 25. Sendungsjubiläum gebildet wurde, mit Film- und Mitmachstationen zum Experimentieren und Ausprobieren; u. a. konnte man einen Blick in die 30 Jahre „Maus“-Geschichte werfen.
Modellbahnen, Teddys und Puppen (2002/2003)
Zum 100. Geburtstag von Modelleisenbahnen von Märklin und von Steiff wurde eine Familienausstellung konzipiert. Die Ausstellung präsentierte viele verschiedene historische Spielkästen, daneben auch Dampfmaschinen, historisches Blechspielzeug und echte Sammlerstücke.
30 Jahre Playmobil – Entdecke die Welt (2003/2004)
Auf ca. 1600 m² zeigte die Familienausstellung „30 Jahre Playmobil – Entdecke die Welt“ detailreiche Schaustücke zu den ersten Rittern, Indianern, Bauarbeitern und deren Freunde aus den nachfolgenden Produktserien. Zum ersten Mal wurden die Prototypen von Hans Beck, dem Erfinder und Entwickler der Playmobilfiguren, ausgestellt. Zahlreiche Spielbereiche luden die jungen Besucher ein, in die Playmobilwelt einzutauchen. Insgesamt 150.000 Besucher haben diese Ausstellung besucht.
Diese Sonderausstellung war bis 2007 bundesweit auf Wanderschaft und wurde an folgenden Standorten präsentiert: Maximilianpark Hamm, Niederrheinisches Museum Kevelaer, Bilderbuchmuseum Burg Wissem Troisdorf, Roemer- und Pelizaeus-Museum Hildesheim und in Kulturhistorisches Museum Magdeburg zu sehen.
ZDF tivi – Tabaluga, Löwenzahn & Co. So wird Fernsehen gemacht (2005/2006)
„Was wisst ihr über Fernsehen? Klar, jeder hat einen Fernseher zu Hause. Man macht ihn an und hat die große Programmauswahl: Nachrichten, Spielfilme, Quizshows, Videoclips … Aber was passiert in einem Fernsehstudio? Wer macht die Sendungen, und wie kommen die Bilder auf den Fernsehschirm?“ ZDF tivi – Tabaluga, Löwenzahn & Co. So wird Fernsehen gemacht war eine Ausstellung, die Kindern zeigte, wie Fernsehen funktioniert. Beim Mitmachen und Mitspielen lernten sie die Tricks der Fernsehmacher kennen. Gleichzeitig begegneten die kleinen Besucher vielen Freunden aus ZDFtivi, dem Kinder- und Jugendprogramm des ZDF, wie dem Raben Rudi, Löwenzahn, Tabaluga und Arktos oder Petty PuR.
Im Jahre 2007 war dieses Sonderausstellung auch im Maximilianpark Hamm zu sehen.
Die Piraten – Herrscher der sieben Weltmeere (2006/2007)
Kanonendonner und Piratengeschrei im Alten Schloss. Wenn die Piraten zur Kaperfahrt ansetzten, wurde es gefährlich. Kinder von vier bis zwölf Jahren konnten hautnah als Piraten verkleidet die Kultur und Geschichte der rauen Burschen kennenlernen. Auf einer Schatzinsel nach dem vergrabenen Piratenschatz buddeln, sich an der Enterstation über das wilde Meer hangeln oder die Hängematten unter Deck auf Gemütlichkeit testen – die interaktiven Mitmach-Stationen ließen das Herz jedes Nachwuchs-Seebären höher schlagen. Soziale und wirtschaftliche Hintergründe beleuchteten die harten Lebensumstände vieler Piraten und zeigten den Unterschied zwischen Phantasie und Realität.
Bis 2010 wurde diese Sonderausstellung im Landesmuseum Württemberg Stuttgart gezeigt. und danach im Gustav-Lübcke-Museum Hamm.
Mit den Wikingern auf großer Fahrt (2008/2009)
Um das Jahr 1000 begab sich der Wikinger Leif Eriksson auf eine abenteuerliche und wagemutige Reise. Er segelte von Island mit einigen Frauen und Männern gen Westen. Nach vielen gefährlichen Tagen auf See gelangte er schließlich an eine Küste, eine Insel vor Amerika. Die Wikinger gingen an Land. Fortan wollten sie dort leben. Es war allerdings nicht so einfach, die Dinge zu beschaffen, die man zum Leben brauchte: Nahrung, Kleidung und Werkzeug. Außerdem gab es dort fremde Menschen, Indianer. Waren sie freundlich oder auf Kampf aus? Werden die Wikinger in dem neuen Land überleben? Das Junge Museum lud Besucher ein, mit Leif Eriksson auf Entdeckungsreise zu gehen. In vielen interaktiven Stationen entdeckten die jungen Besucher, wie es den tapferen Nordmännern gelang, bis nach Amerika zu segeln. Eine Handelsniederlassung am Meer zeigte überlebenswichtige Dinge, die Leif Eriksson mit an Bord nahm. Ein großes Wikingerschiff ließ die jungen Besucher hautnah erleben, wie gefahrvoll und schwierig die Überfahrt der geschickten Seeleute war.
Hexen – Krötenschleim und Spinnenbein (2009/2010)
Das Junge Museum lud dazu ein, bei einem interaktiven Erlebnisparcours durch die Ausstellung Hexen – Krötenschleim und Spinnenbein das Hexenzauberdiplom zu erlangen und gleichzeitig allerhand über die Welt der Hexen, der Zauberei und der Magie zu lernen. In einer einzigartigen Mitmach-Ausstellung, die sich an Familien mit Kindern im Alter von vier bis zehn Jahren wendete, präsentierte das Museum eine magische Welt voller Geheimnisse. Die großen und kleinen Besucher trafen auf ein Hexenhaus, betraten eine Hexenküche, lernten die Hexensprache mit ihrer Schrift, ihren Symbolen und Zaubersprüchen kennen und konnten sich sogar in der Kunst des Handlesens und Wahrsagens üben. Auch in dieser Mitmach-Ausstellung gab es wieder eine Verkleidungsstation, in der sich die jungen Besucher als Magier oder als junge Hexen verkleiden konnten.
Burg Drachenfels – Reisen ins Mittelalter (2010 bis 2012)
Für alle Kinder und jungen Besucher hieß es in der Mittelalter-Mitmach-Ausstellung: „Begebt Euch auf die Spuren von Kaisern und Königen, reist mit ihnen in die Welt des Mittelalters, vorbei an herrschaftlichen Städten und prächtigen Höfen.“ In der Familien-Mitmach-Ausstellung Burg Drachenfels – Reisen ins Mittelalter lernten die Kinder das Leben und den Alltag dieser Epoche in all seinen Facetten kennen: Auf dem städtischen Marktplatz konnten sie das geschäftige Treiben der Handwerker und Kaufleute verfolgen. Hier konnten die kleinen Besucher vieles entdecken und ausprobieren: Welche Waren bietet der Fernhändler in seinem Laden an? Wer arbeitet in den Werkstätten? Auf der beeindruckenden Dombaustelle erlebten sie, wie man mit Hilfe eines großen Krans gewaltige Mauern errichtete. Sie erkundeten die Burg Drachenfels und lernten dort das Leben auf einer Burg mit prunkvollem Rittersaal, hohem Turm und düsterem Verlies kennen. Am Fuße der Burg gab es die Möglichkeit, in die einfache Lebenswelt der Bauern einzutauchen und mehr über das arbeitsreiche und harte Leben der Familien auf dem Land zu erfahren. Im Scriptorium des Klosters ging es dagegen ruhig zu. Hier konnte man sich im Gestalten von Buchstaben erproben oder die Heilkräuter im Klostergarten kennen lernen. Die Ausstellung Burg Drachenfels – Reisen ins Mittelalter vermittelte mit aufwändigen Spielstationen, vielen Originalen aus dem Bestand des Historischen Museums der Pfalz und einer kindgerechten Didaktik lebendige Einblicke in das Leben der Menschen im Mittelalter.
Ägyptens Schätze entdecken (2011/2012)
Begleitend zur kulturhistorischen Ausstellung präsentierte das Junge Museum eine Erlebnisausstellung, die sich vor allem an das junge Museumspublikum richtete. Originale aus dem Ägyptischen Museum Turin, aufwändige Rekonstruktionen sowie der Einsatz einer neuen Mediendidaktik ermöglichten eine direkte Auseinandersetzung mit der Geschichte des Alten Ägyptens. Wie sah das Alltagsleben am Nil aus, welche Vorstellungen hatten die Alten Ägypter vom Leben und vom Tod? Die jungen Besucher schlüpften in die Rolle von Forschern und Ägyptologen und erkundeten im Papyrusdickicht des Nils die faszinierende Tierwelt des Alten Ägypten. Fremdartige Götter, Mischwesen aus Menschen und Tieren und geheimnisvolle Hieroglyphen warteten in einem rekonstruierten Tempel darauf, erforscht zu werden. In einem Grabungszelt konnten die Besucher Einblicke in die Arbeitswelt der Archäologen nehmen und echte Tiermumien sehen. Ein altägyptisches Boot entführte die jungen Besucher zu den wichtigsten Kultorten am Nil. Der Besuch einer geheimnisvollen Grabkammer rundete die Entdeckungsreise im Alten Ägypten ab.
40 Jahre Playmobil – Eine Abenteuerreise durch die Zeit (2013/2014)
Anlässlich des 40. Geburtstags von Playmobil fand im Historischen Museum die zweite Playmobil-Ausstellung statt. Sie zeigte anhand verschiedener Exponate aus den Jahren 1974 bis 2013 die Geschichte von Playmobil. Daneben gab es auch Playmobil-Installationen von meist erwachsenen Sammlern und Künstlern mit teilweise historischen Szenen wie dem Zug der Legionen des Publius Quinctilius Varus oder dem Hambacher Fest und Spielstationen, die zum Teil Playmobilobjekten nachempfunden waren. Insgesamt 211.000 Besucher besuchten diese Ausstellung.
Von 2015 bis 2017 war diese Sonderausstellung außerdem an folgenden Orten zu sehen: Landesmuseum Koblenz, Braunschweigisches Landesmuseum, Maximilianpark Hamm und im Limburgsmuseum Venlo in den Niederlanden.
Weil wir Mädchen sind... – Mädchenwelten in Afrika, Asien und Lateinamerika (2015/2016)
Die interaktive Ausstellung Weil wir Mädchen sind... stellte beispielhaft die Alltag- und Lebenssituationen von drei Mädchen aus der Sahelzone, aus Mali und Indien vor. Mit Filmen und Hörbeiträgen konnten die Besucher ab acht Jahren die Alltags- und Familienleben der drei Mädchen entdecken. Die Schirmherrin dieser Erlebnisausstellung des Kinderhilfswerks Plan war die Schauspielerin Senta Berger.
Detektive, Agenten & Spione (2015/2016)
Ab Oktober 2015 zeigte das Junge Museum Speyer die Ausstellung Detektive, Agenten & Spione. Sie widmete sich Charakteren aus Film und Literatur wie James Bond, Sherlock Holmes und Charlies Angels. Auch technische Entwicklungen und aktuelle Themen wurden thematisiert.
Robin Hood (2017/2018)
Die Familien-Ausstellung lud junge und junggebliebene Besucher  in die Welt von Robin Hood und seinen Gefährten ein. Kindgerechte, interaktive Stationen setzten sich mit dem mittelalterlichen Alltag, dem Leben im Wald und der besonderen Kunst des Bogenschießens auseinander. Zahlreiche Spielstationen thematisieren die Frage, welche Werte im Leben wichtig sind und was eine gute Gemeinschaft ausmacht.
Als besonderer Anziehungspunkt für die Besucher erwies sich eine professionelle Bogenschießanlage im Herzen der Ausstellung. Hier konnten Konzentration und Zielgenauigkeit geübt werden.
In den Jahren 2019/2020 war diese Sonderausstellung im Museum für Kunst und Kulturgeschichte Dortmund zu sehen.
Das Sams und die Helden der Kinderbücher (2018/2019)
Die Familien-Ausstellung lud anlässlich des 80. Geburtstags des bekannten deutschen Kinderbuchautors und Sams-Erfinders Paul Maar alle Kinderbuchhelden ins Historische Museum der Pfalz ein. Die Ausstellungsbesucher konnten sich auf die Spuren von Pippi Langstrumpf begeben und in ihrer Küche das Buchstabenrätsel lösen oder ihr Pferd Kleiner Onkel stemmen, im Sarg in der Gruft des kleinen Vampirs Probe liegen oder im Schilfhaus des kleinen Wassermanns im Mühlenweiher dem Plätschern des Wassers lauschen und die Fische beobachten. Die Lebenswelten der Kinderbuchhelden waren erlebbar: sie konnten betreten, ertastet und gehört werden. Rund 500 Exponate – darunter etwa hundert Grafiken und Illustrationen sowie einzigartige Originalfiguren und Requisiten aus Verfilmungen und Puppenspielen – und mediale Vertiefungsstationen boten darüber hinaus spannende Informationen zu den jeweiligen Autoren und ihren Werken und zeichneten die Geschichte der Kinderbuchliteratur im 20. und 21. Jahrhundert nach. Im Rahmen des Begleitprogrammes wurden zahlreiche Lesungen und weitere Veranstaltungen wie ein Instawalk und ein Talk und Puppentheatervorführungen angeboten.
Der Grüffelo – Die Ausstellung (2019–2021)
Von 22. Dezember 2019 bis Mai 2021 zeigte das Junge Museum eine Familienausstellung zum Kinderbuch Der Grüffelo.
Der Grüffelo kommt zurück (2022–2023)
Anlässlich des 65. Geburtstags von Axel Scheffler, dem Illustrator und Zeichner des Grüffelo, präsentierte das Junge Museum vom 11. Dezember 2022 bis 18. Juni 2023 erneut eine interaktive Familienausstellung zum Kinderbuch Der Grüffelo.

## Architektur

### Baukomplex

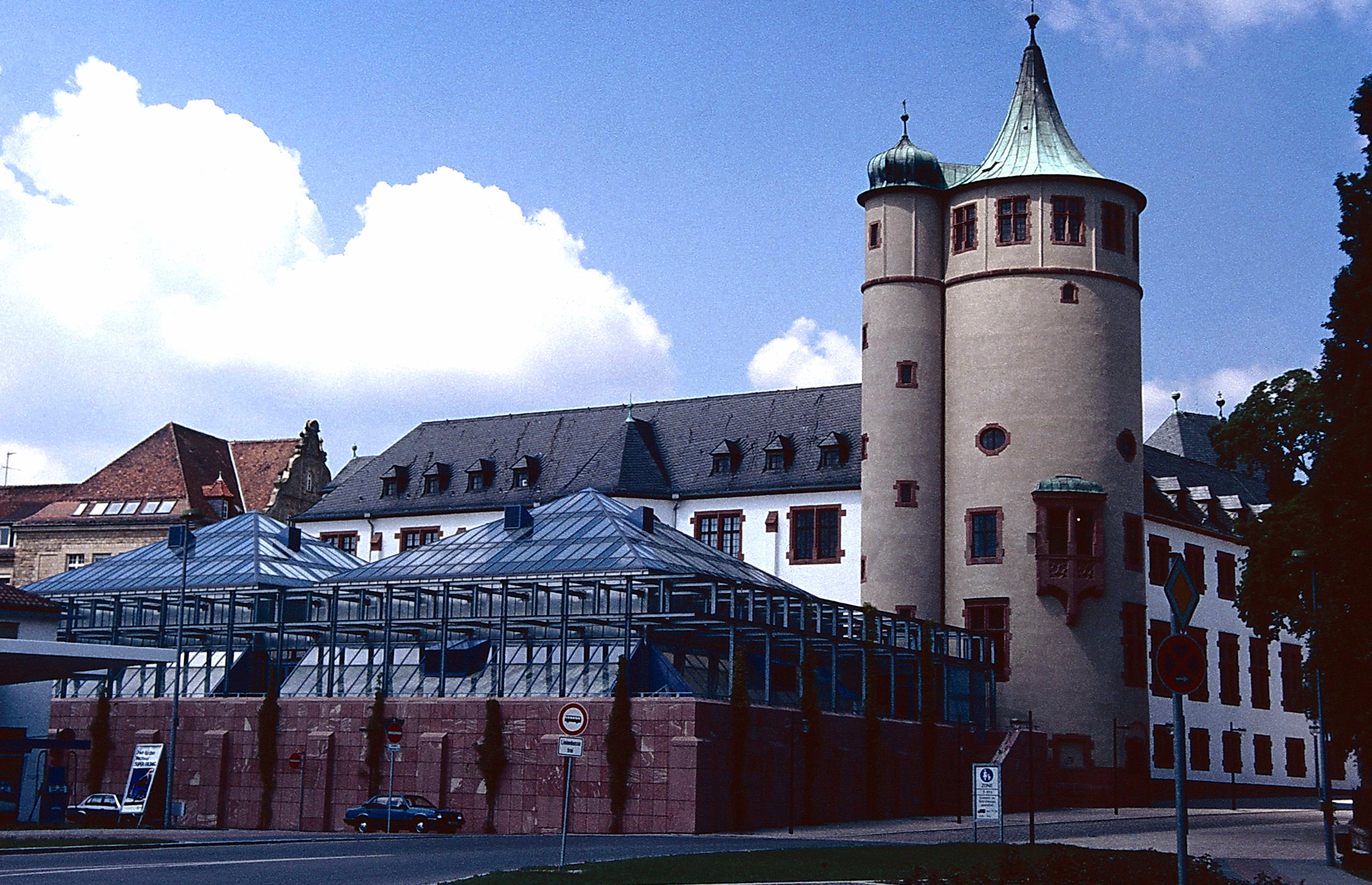
Erweiterungsbau nach Wettbewerb von 1986

Das Museumsgebäude ist ein kompakter Bau in der Speyerer Innenstadt, nah beim Kaiserdom. Er entstand nach Plänen und unter Leitung des Architekten Gabriel von Seidl und wurde 1910 eröffnet. Das Eckgebäude ist aus rotem Sandstein gestaltet und von zwei Türmchen bekrönt. Die Fassaden nach beiden Seiten sind weiß verputzt, die Fenster mit roten Schmucksteinen eingerahmt. Große Teile der Sammlungen lagern in einem Depot, dem Sammlungszentrum Alte Baumwollspinnerei, welches auch die Restaurierungswerkstätten beherbergt.
Nach einem regional begrenzten Architektenwettbewerb wurde im Jahr 1986 der 4. Preisträger, das Büro von Gerhard Assem aus Karlsruhe, mit der Ausführung eines Erweiterungsbaus beauftragt. In Abwandlung des Wettbewerbsentwurfs wurde das Museum durch einen Anbau mit zwei gläsernen Zeltdächern vergrößert und 1992 eröffnet. Anfang 2016 wurde bekannt, dass der seit August 2015 leer stehende Erweiterungsbau saniert werden muss. "Das Glasdach ist undicht, es dringt Wasser ein. Die Schäden am Mauerwerk sind gravierend", so der Museumsleiter Alexander Schubert. Die Glasfolien-Metallkonstruktion begünstige außerdem die Entstehung von Wärmebrücken. „Keine idealen Bedingungen für empfindliche Museumsexponate“. Zwar wurden zügige Reparaturen im Historischen Museum gefordert, die gerieten aber immer wieder wegen Zuständigkeiten ins Stocken. Die Sanierung des Museums geriet immer mehr zu einer "unendlichen Geschichte", worauf im Januar 2021 die Frage nach Abriss oder Sanierung gestellt wurde.
Im November 2023 wurde schließlich durch die Museumsstiftung ein "nicht offener Realisierungswettbewerb" für den Anbau ausgelobt, wobei der bestehende bis zum zweiten Untergeschoss abgebrochen und dann neu aufgebaut werden soll. Ziel sind eine funktionale Verbesserung des Museumsbetriebs sowie eine Vergrößerung der Nutzungsbereiche. Das Büro Wandel Lorch Götze Wach gewann den 1. Preis, der an das aufgestockte Hauptgebäude des Wien Museums erinnert, der zweite Preis ging an Nieto Sobejano Arquitectos und der dritte an das Büro von Volker Staab. Ob der Entwurf so oder mit Veränderungen realisiert wird, ist Gegenstand eines Verhandlungsverfahrens, "wobei die Museumsstiftung  mit einer Umsetzungszeit von sechs bis acht Jahren rechnet. Die Kosten sind offen, könnten sich aber auf rund 20 Millionen Euro belaufen."

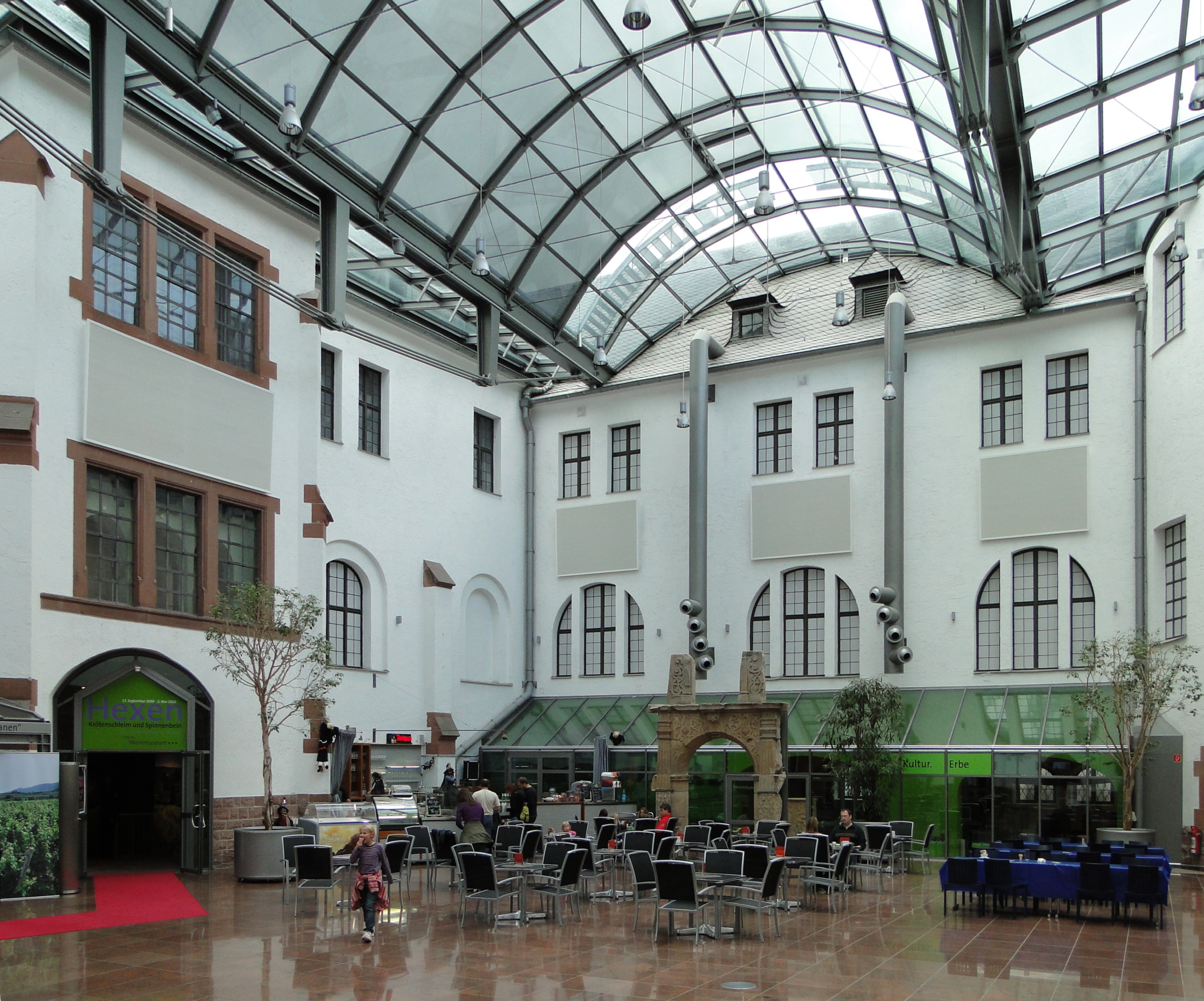
Überdachter Innenhof, Forum genannt

Seit Ende 2003 verfügt das Historische Museum der Pfalz nach dem Entwurf von Langendorf-Architekten über den 650 m² großen überdachten Innenhof des vierflügligen Gebäudes, das „Forum“, als Ort der Kommunikation. „Die besondere Schwierigkeit der Aufgabenstellung lag in der polygonalen Grundrissfigur des Innenhofes und den unterschiedlichen Traufhöhen der ihn umgebenden Dächer“. Die Glaskonstruktion, die das Forum in einer Höhe von 17 Metern überspannt, war mit einer Fläche von 825 m², wie die gläsernen Zeltdächer des Erweiterungsbaus, ebenfalls nicht gefeit vor großen Temperaturschwankungen, die dazu führten, dass das Glasdach seit Jahren undicht war und ab 2023 saniert werden musste. Im Herbst 2024 war das Dach wieder dicht und seither können dort wieder Veranstaltungen wie Konzerte, Diskussionsrunden, Vorträge, Lesungen, Film- und Theateraufführungen sowie Workshops stattfinden.

### Veranstaltungen (Auswahl)
Jährlich findet im Museum das sogenannte Kult(o)urnacht statt. Es finden auch Ausstellungsveranstaltungen sowie regionale und überregionale Feiern statt sowie die jährliche „Silvesterparty“ und die „Halloweenparty“.

#### 2004
- 11. März: 30. Playmobil-Geburtstagsfeier

#### 2005
- 10. Februar: Weinprobe „Geheimnis Weinreifung – je älter je besser?“
- 12. März: Konzert von Sara Bloom: „Shabbat Schalom!“
- 20. Mai: Konzert Schwetzinger Festspiele
- 21. Mai: Speyerer Kult(o)urnacht
- 8. September: 25 Jahre Internationale Musiktage Petersburger Philharmonie
- 15. September: IHK-Bestenfeier im Forum mit anschließendem Empfang in der Domschatzkammer

#### 2006
- 19. bis 21. Mai: Rheinland-Pfalz-Tag in Speyer
- 22. Mai: Empfang durch den Ministerpräsidenten Kurt Beck
- 2. Juni: Speyerer Kult(o)urnacht
- 18. August: „1001-Nacht-Party“ in Kooperation mit SWR1
- 15. September: „Get together“ der Firma SAP
- 26. Oktober: Dinnerspeech der Deutschen Hochschule für Verwaltungswissenschaften

#### 2007
- 10. Februar: Verabschiedung Seiner Exzellenz des Bischofs Dr. Anton Schlembach
- 24. Februar: Chinesisches Neujahrsfest in Kooperation mit der Gesellschaft für Deutsch-Chinesische Freundschaft Speyer e. V.
- 1. Juni: Speyerer Kult(o)urnacht, Motto „Die wilden 50er Jahre“
- 27. Juli: Museums-Party mit SWR1 DJ Michael Lueg

#### 2008
- 19. Januar: Charity Round Table 63 Speyer
- 6. April: Matinee zu Liselotte von der Pfalz
- 16. Mai: Kult(o)urnacht 2008
- 18. Mai: Internationaler Museumstag
- 29. Mai: P.E.N.-Club Deutschland zu Gast
- 1. August: SWR1-Night Fever – Die Museumsparty
- 30. August: Buchvorstellung der Diözese Speyer „Das Buch der 1000 Stifter“
- 24. September: Merian-Party zum Erscheinen der Pfalz-Ausgabe
- 2. Oktober: Kabarett- und Comedynacht
- 15. November: Roboterwettbewerb „Lego League“
- 28. November: „Me and the Heat“ unplugged

#### 2009
- 17. Januar: Charity Round Table 63 Speyer
- 30. und 31. Januar: Herrensitzung der Speyerer Karnevalsgesellschaft
- 7. Februar: Palatina Reisefest
- 21. März: Fashion Show mit anschl. Aftershow Party mit „Livin music Family“ und „DJ Guido Perry“
- 27. März: Informationsveranstaltung zur Kommunal- und Verwaltungsreform
- 17. Mai: Internationaler Museumstag
- 5. Juni: Kult(o)urnacht 2009
- 19. Juni: Tagung des Historischen Vereins „Adel im Pfälzer Raum“
- 22. Juni: Festveranstaltung der Volksbank Kur- und Rheinpfalz
- 14. August: SWR1-Night-Fever-Party – Die Museumsparty
- 14. September: VDP Weinprobe „Große Gewächse“
- 31. Oktober: Halloween-Party
- 21. November: Weinprobe Round Table „Die Kunst des Weins“
- 29. November: Jubiläum „10 Jahre Jumus“ und Kindertheater

#### 2010
- 16. Januar: Charity-Night des Round Table 63
- 24. Januar: Neujahrskonzert der Stuttgarter Saloniker
- 12. März: SWR2 Kulturnacht zum Thema Hexen
- 21. März: Konzertabend mit dem Speyerer Kammerorchester
- 26. März: Lange Lesenacht
- 12. April: Mitgliederversammlung Metropolregion Rhein-Neckar
- 8. Mai: Miss-Wahl „Filia Spirae“
- 22. Mai: Filmworkshop für Kinder
- 13. August: SWR1 Night Fever-Party
- 13. bis 14. November: Amazonen-Wochenende
- 17. Dezember: Verabschiedung des Speyerer Oberbürgermeisters Werner Schineller

#### 2011
- 14. bis 16. Januar: Internationale Fachtagung Amazonen
- 29. April: Frühjahrsplenum der Pfälzischen Gesellschaft zur Förderung der Wissenschaften
- 18. Mai: Vorstellung der Kunstmedaille der Numismatischen Gesellschaft Speyer
- 28. bis 29. Mai: Mittelalter-Wochenende
- 30. Mai: Versteigerung der Speyerer Serviceclubs „Kunst trifft Salier“
- 17. Juni: Speyerer Kult(o)urnacht
- 8. Oktober: Konzert „Dicke Kinder meets Classic“
- 21. Oktober: Theaterstück „Dynastie S“ – Friedrich-Magnus-Schwerd-Gymnasium
- 31. Oktober: Halloween-Party
- 20. November: Lesung Charlotte Kerner „Jane reloaded“
- 21. November: BASF-Mitarbeiterveranstaltung

#### 2012
- 28. Januar: Palatina Reisefest
- 3. bis 4. Februar: Herrensitzung der Speyerer Karnevalsgesellschaft
- 18. Februar: Faschingsparty
- 30. März: Märchenabend für Kinder
- 27. April: Märchenabend für Erwachsene
- 3. Juni: Konzert „Musica Divina! Una notte veneziana“ – Evangelische Jugendkantorei der Pfalz
- 23. Juni: Archäologie hautnah
- 13. Oktober: Lesung für Erwachsene
- 5. November: Jahresabschlussveranstaltung der Siemens AG
- 15. Dezember: Speyerer Klassik Gala, PalatinaKlassik
- 20. Dezember: Empfang zum 80. Geburtstag von Prof. Dr. Bernhard Vogel

#### 2013
- 15. März: Kabarett-Abend im Rahmen der Ausstellung „Königreich Pfalz“
- 13. bis 14. April: Messe „Wein am Dom“ der Pfalzwein e. V.
- 30. April: RPR1 Tanz in den Mai
- 12. Mai: Internationaler Museumstag mit Schatzhaussuche
- 4. Juli: Poetry Slam
- 14. September: Leberwurstwettbewerb des Fleischer-Verbands Pfalz
- 26. September: Empfang im Rahmen des Schraudolph-Symposiums der Europäischen Stiftung Kaiserdom zu Speyer
- 5. Oktober: Oktoberfest-Gaudi
- 12. Oktober: PalatinaKlassik: Konzert für Stalingrad
- 19. Oktober: Chawwerusch-Theater: „Häämwärts nach Amerika“
- 14. November: Mitgliederversammlung des Historischen Vereins
- 14. Dezember: Speyerer Klassik Gala, PalatinaKlassik

#### 2014
- 9. Mai: 40 Jahre Playmobil – Die große Geburtstagsparty

-->